# Amorgósz
Amorgósz (görög írással  Αμοργός) sziget az Égei-tengerben, Görögország területén. A Kükládok szigetcsoport tagja, Náxosztól délkeletre. Lakossága közel 2000 fő volt 2011-ben.

## Közigazgatási beosztás
| Önkormányzat (Τοπική Κοινότητα) | Görög név                            | Adminisztratív Kód | Terület(km²) | Lakosság 2001-ben | Lakosság 2011-ben | Falvak és ide tartozó apró szigetek                                                                                        |
| ------------------------------- | ------------------------------------ | ------------------ | ------------ | ----------------- | ----------------- | --- |
| Amorgosz                        | Τοπική Κοινότητα Αμοργού             | 67010001           | 38           | 414               | 409               | Chora, Grambonisi, Kastelopetra, Nikouria                                                                                  |
| Egiali (Aigali)                 | Τοπική Κοινότητα Αιγιάλης            | 67010002           | 31           | 487               | 514               | Egiali, Agios Pavlos, Ormos Egialis, Potamos                                                                               |
| Arkesini                        | Τοπική Κοινότητα Αρκεσίνης           | 67010003           | 21           | 218               | 179               | Arkesini, Gramvousa, Kalotaritissa, Kalofana, Mavri Myti, Rachoula, Felouka, Psalida                                       |
| Vroutsis                        | Τοπική Κοινότητα Βρούτση             | 67010004           | 10,8         | 082               | 087               | Vroutsis, Kamari |
| Tholaria                        | Τοπική Κοινότητα Θολαρίων            | 67010005           | 14,6         | 173               | 189               | Tholaria, Paralia Tholarion                                                                                                |
| Katapola                        | Τοπική Κοινότητα Καταπόλων (Αμοργού) | 67010006           | 11           | 485               | 595               | Katapola, Andikeros (Ano Andikeri), Drima (Kato Andikeri), Lefkes, Nera, Xylokeratidi, Pera Pachidi, Pachidi, Christoulaki |
| Összesen                        | Összesen                             | 6701               | 126,3        | 1859              | 1973              | |

## Turizmus
Hosszan elnyúló sziget, melynek délkeleti részén meredek sziklák magasodnak, délnyugati felét azonban hangulatos kis strandok tarkítják. Távol eső fekvése miatt kiválóan alkalmas a nyugodt pihenésre. Az Agia Anna előtti tengerrész ideális a búvárkodáshoz. Északon egy sziklához tapadva áll az 1088-ban alapított kolostor, a Panagia Chosszoviotissza.

## Galéria

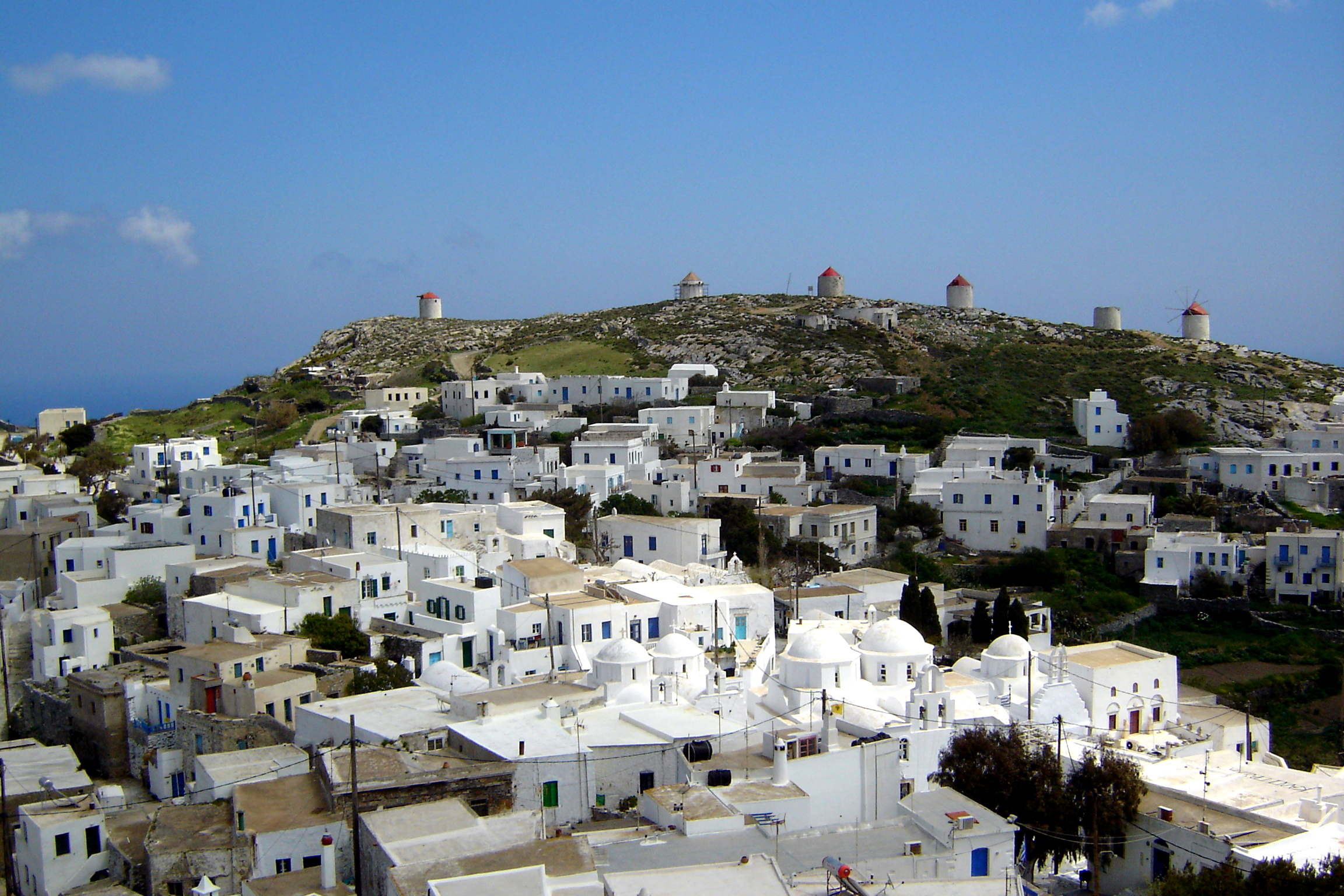
Chora (Amorgosz)
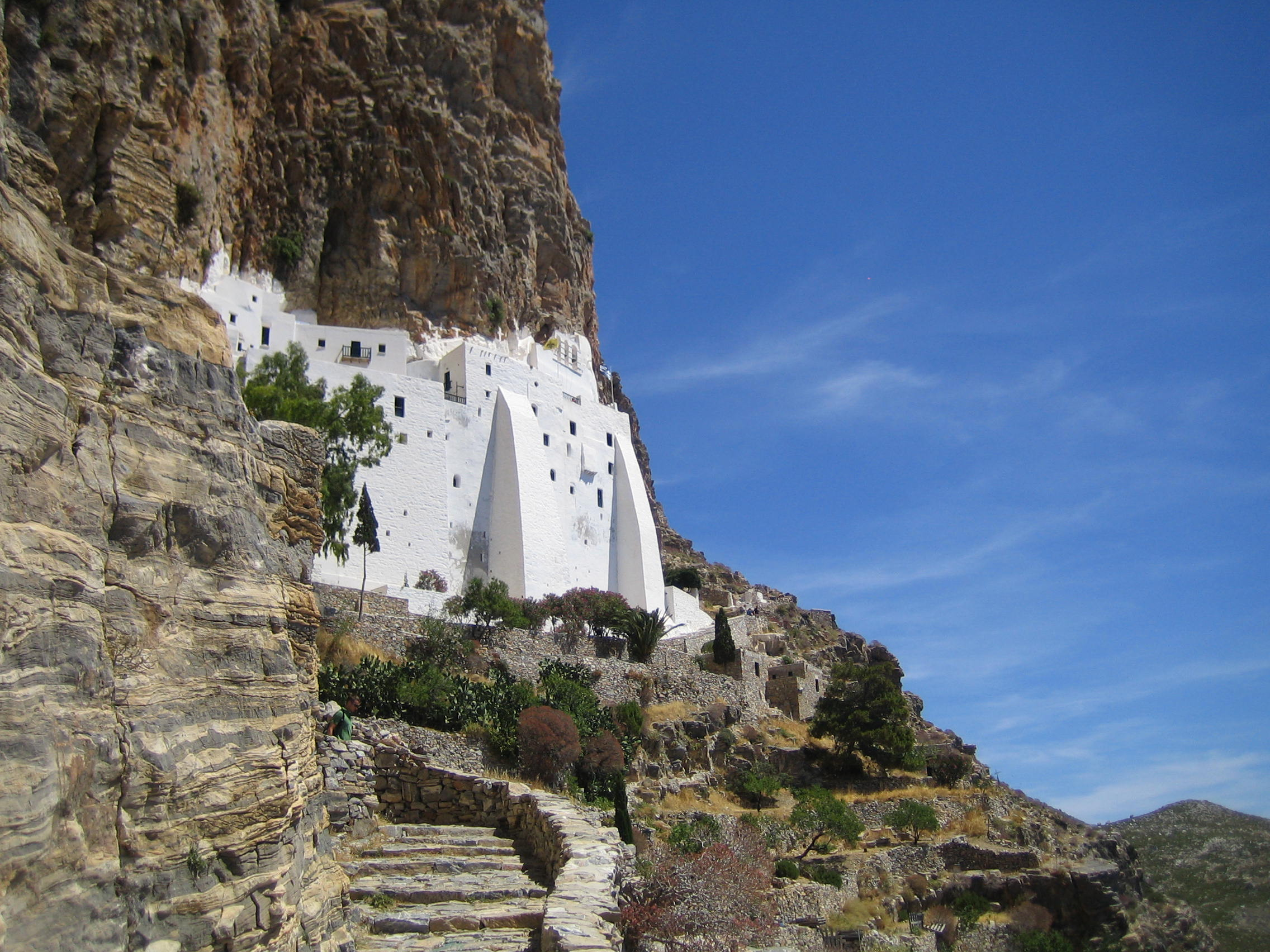
Panagia Chosszoviotissza
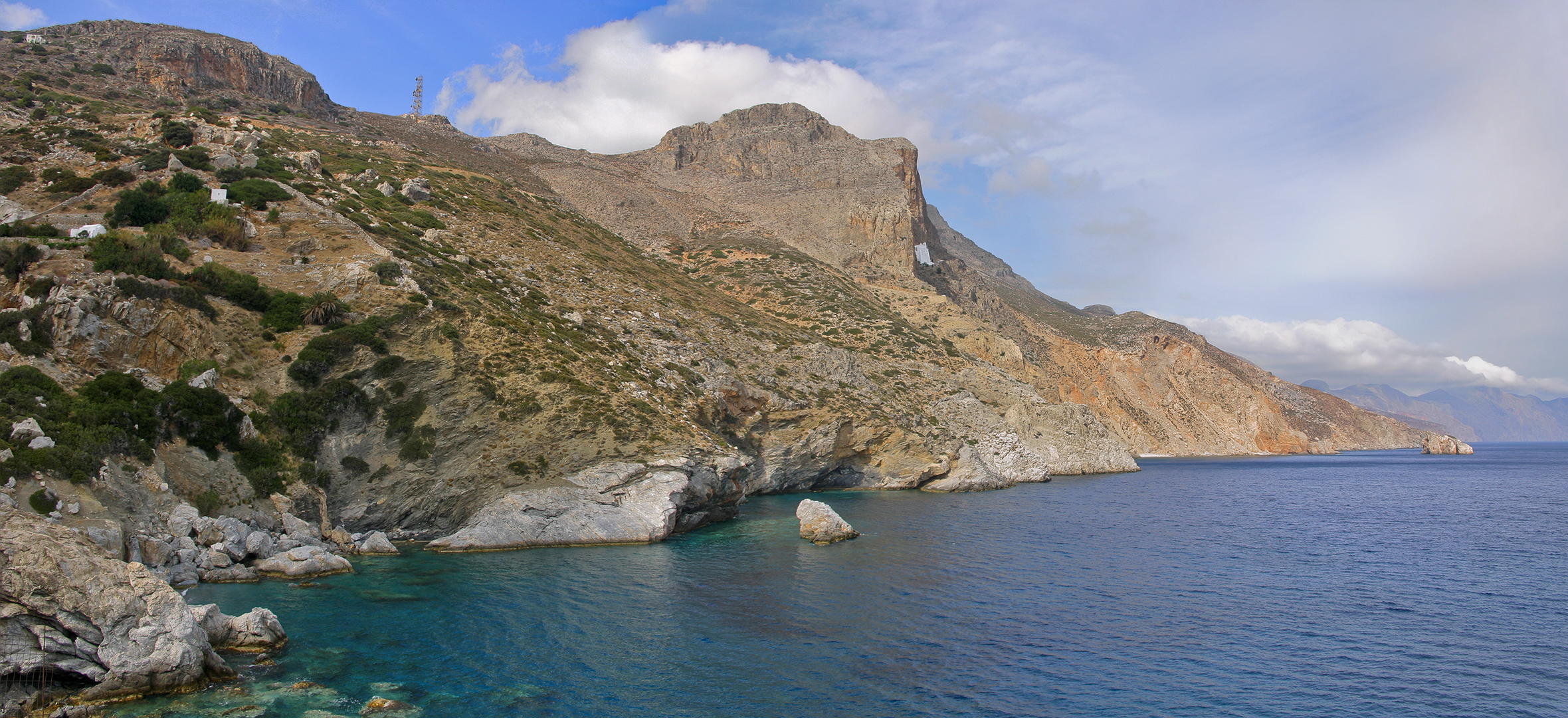
A keleti part (Agia Anna)

## Fordítás
Ez a szócikk részben vagy egészben  az   Amorgos című német Wikipédia-szócikk fordításán alapul.  Az eredeti cikk szerkesztőit annak laptörténete sorolja fel. Ez a jelzés csupán a megfogalmazás eredetét és a szerzői jogokat jelzi, nem szolgál a cikkben szereplő információk forrásmegjelöléseként.